# Michajłowskaja (przystanek kolejowy)
Michajłowskaja (ros. Михайловская) – przystanek kolejowy w miejscowości Michajłowskij, w rejonie kirowskim, w obwodzie leningradzkim, w Rosji. Położony jest na linii Petersburg - Mga - Wołchow.